# أمالي المرتضى
أمالي المرتضى كتاب ديني شيعي للشريف المرتضى، وهو مرجع أعلى للشيعة الإمامية في القرن الخامس الهجري. وهذا الكتاب حاوي على تفسير الآيات المشكلة والمتشابهة، وكذلك بيان ألفاظ الأحاديث المبهمة، وكان هذا في ثمانين مجلس عقده الشريف المرتضى. ولهذا الكتاب أسماء أخرى أيضا من جملتها الأمالي في التفسير، الغرر والدرر، غرر الفوائد ودرر القلائد. وقد قرر هذه الأبحاث أبو يعلى الجعفري أحد تلامذة الشريف المرتضى، وقد أكمل كتابته في سنة 413 هـ.

## المؤلّف
علي بن الحسين بن موسى بن إبراهيم بن موسى الكاظم (355 - 436 هـ). المعروف بالسيد المرتضى والشريف المرتضى وعلم الهدى، وأخوه الأكبر الشريف الرضي جامع نهج البلاغة. كان نقيب الطالبيين في بغداد وأمير الحاج والمظالم بعد أخيه الشريف الرضي وقد ورثوا هذه الأشياء عن أبيهم.
كما أنّه متكلم وزعيم الطائفة الشيعية بعد وفاة أستاذه الشيخ المفيد سنة413هـ. واستمرت زعامته حتى وفاته سنة 436هـ. وكان متخصصا في الكلام والمناظرات الدينية، والأصول، والأدب، واللغة والتفسير، والتاريخ والتراجم.[بحاجة لمصدر]

## هيكلية الكتاب
يشتمل الكتاب على مقدمة بقلم المحقق إبراهيم أبو الفضل، كما يحتوي على ثمانين مجلسا وتكملة. يحتوي هذا الكتاب على مباحث متنوعة فهو أشبه بدائرة معارف متنوعة.

## كتابة الأمالي
الأمالي اصطلاح راج بين العلماء المسلمين في أواخر القرن الثالث الهجري . ويعني أن الأستاذ يتكلم بما عنده من معلومات والتي أعدها مسبقا من مصادر مختلفة والطالب يكتب ما يسمعه من الأستاذ.
يقول صاحب كتاب كشف الظنون: إن المراد من الأمالي: هو أن يجلس العالم ويجلس تلاميذه إلى جانبيه وأمامه يحمل كل واحد منهم القلم والقرطاس فيشرع العالم بالتكلم وهم يكتبون ما يسمعون. وبمرور الأيام تحصل مجموعة كبيرة من المعلومات بين أيدي الطلاب حيث تكون كتابا فيما بعد وتسمى الأمالي. إن الأمالي أي أمالي معتبرة في مجال البحث العلمي باعتبارها مصدرا كباقي المصادر الأخرى.

## التعريف بالكتاب
عرف هذا الكتاب في الفهارس القديمة باسم (الغرر والدرر). ولكن أهل الحديث يعرفونه باسم (أمالي المرتضى).
- إنّ الأمالي عبارة عن مجموعة مجالس عقدها السيد المرتضى أملى من خلالها -وبشكل مستمر- مجموعة من الأفكار والتي هي عبارة عن إجابات لأسئلة وإشكالات من قبل طلبته أو غير طلابه فتراه ينتقل من موضوع إلى موضوع آخر ومن هدف إلى آخر بحسب الأسئلة والإشكالات الواردة إليه. فتراه يفسّر آية ثم يبيّن تخصيصها في مورد آخر من القرآن، ويبيّن تأويل الآيات حسب مذهب المعتزلة أو الأشاعرة، ثم يبين علاج المسألة بحسب رأي الإمامية.

وقد حقق كثيرا في اللغة العربية وعلومها وأشعار العرب من أجل الوصول إلى فهم وتأويل الآيات المتشابهه، وقد وُفِّقَ إلى حدّ بعيد في هذا المجال.إذ كثيرا ما يستعين بمحفوظاته للشعر والحديث في فك النصوص وتحليلها وبيان الوجوه المختلفة للمسألة الواحدة. وفي بعض الأحيان يعطي توجيها لكل الآراء المختلفة ويقول بجوازها.
الملاحظ إنّ أكثر الآيات التي اهتم بها السيد المرتضى وفسّرها بتفسيرات واردة في كتب لم تصل إلينا. وفضلا عن تفسير الآيات فقد انتخب مجموعة من الأحاديث التي وقع فيها الاختلاف والتعارض. فقام بتفسير الآيات وبيان تأويلها مستفيدا من الشواهد الشعرية واللغوية. وخلال بيانه وتفسيره بيّن آراء مذهب العدلية الذي ينتمي إليه، وأسند آرائهم بالأدلة. وفي هذا الخصوص فقد ناقش ابن قتيبة وأبو عبيد القاسم بن سلام وابن الأنباري مناقشات كثيرة، كما طرح بعض المسائل الكلامية مثل: رؤية الله، وخلق أفعال العباد، وإرادة الله بالنسبة إلى الأشياء القبيحة، وغيرها. ولقد كان هادئا في إجاباته ومناقشاته. كما يحتوي الكتاب على مجموعة من الأشعار والخطب مع نقد من قبل الشريف المرتضى، فذكر في البداية مجموعة من الأشعار، والأقوال والنوادر، وكذلك بعض القصص الفكاهية عن كتب الجاحظ والمبرد وأبي حاتم والأمدي وغيرهم.
كما ذكر بعض الأشعار لشعراء عرب الجاهلية في أغراض مختلفة كالمدح والرثاء والهجاء وحاول انتقاد بعضها. ولهذا الكتاب ميّزة عن الكتب العربية الأخرى :وهي إنّه يحتوي على متون متنوعة وفصول مختلفة، ومباحث مهمّة؛ ولهذا أصبح مصدرا مهما لمن جاء بعده. واحتوى الكتاب على تكملة في نهايته جاءت تحت عنوان تكملة الغرر. وبهذه التكملة ينتهي كتاب الأمالي.
أمّا صاحب كتاب الذريعة فإنّه يُعرّف الكتاب تحت عنوان:(غرر الفوائد ودرر القلائد). فيقول:إنّه كتاب شامل للأدب والتفسير والتأويل كذلك شرح وتوضيح الأحاديث، ومؤلّفه السيد الأجل الشريف المرتضى، علم الهدى.توجد في هذا الكتاب مجالس متعددة، أملى من خلالها على طلابه موضوعات عن الماضين من الشعراء، والمعمّرين، وأيضا تفسير الآيات المشكل، والأحاديث المعضلة.
أمّا عبد الرزاق محيي الدين فقد قسّم آثار الشريف المرتضى الأدبية إلى قسمين:قسم أدبية بحتة. أما القسم الثاني فإنها تتصل بالأدب بشكل غير مباشر كالتفسير والأصول وعلم الحديث التي تتصل باللغة والنحو والبلاغة بشكل غير مباشر. الأمالي من القسم الثاني.

## نظرة العلماء للكتاب
إليك آراء بعض العلماء الكبار في هذا الكتاب:
- صاحب روضات الجنات:

إلى الآن لم أر أحدا من علماء العامة يصف كتابا شيعيا ويمدحه ويبين فضله ومهارات كاتبه كما في كتاب الغرر والدرر(الأمالي).
- السيد محسن الأمين يقول:

للسيد المرتضى كتاب تحت عنوان(الدرر والغرر)، عبارة عن مجموعة من المجالس شاملة للمتون والمعاني الأدبية والنحوية واللغوية وغيرها. وهذا الكتاب منقّح وذو فضل كثير، ويدلّ على سعة معلومات صاحبه. وينقل عن أبو جعفر الحمصي وهو شيخ من شيوخ الأدب في مصر أنّه يقول:أقسم بالله لقد استفدت مسائل نحوية من كتاب الغرر ما لم أحصل عليها في كتاب سيبويه.
- ابن خلكان:للسيد المرتضى كتاب بعنوان الغرر والدرر وهذا الكتاب عبارة عن مجموعة من المجالس مملات، فيه متون مشتملة على معاني أدبية ونحوة ولغوية، وهو كتاب مفيد ذوفضل كثير يدل على أن مؤلفه ذو اطلاع واسع على العلوم المختلفة.[7]

ويقول محسن الأمين:
إن ما نقله الشريف المرتضى عن القدماء كالمبرد وأبو علي القالي وابن الأنباري ليس بأقل مما نقله عن أساتذته.والذي يطلع على الأمالي للسيد المرتضى وكتبه الأخرى قد ينسبها إلى الأصمعي أو ابن السٌكيت أو أحمد بن عبيد أو أبو بكر المعبدي، إذ أنّ مؤّلفاته لاتقل شأنا عنهم.فقد قرأ تاريخ الطبري والبلاذري وأبو مخنف وعيون الأخبار لابن قتيبة والكامل للمبرد وديوان الحماسة للبحتري واقتبس من كل هذه المصادر، كما أورد الكثير عن شعراء المعتزلة والجبرية، كما أورد الخطب الطوال.
- محمد أبو الفضل إبراهيم:أي محقق يريد أن يطلع على كتب نفيسة ذات معارف مختلفة، ونكات ظريفة، وفيها عصارة الطبائع والمذاهب المختلفة، والحقائق التأريخية، والأخبار، والمتون، والشعر، واللغة واللغات المشكلة، فلابد له من مطالعة كتاب الأمالي للمرتضى؛ لأنّه لايقل شأنا عن كتاب الكامل للمبرد، والبيان والتبيين للجاحظ، وعيون الأخبار لابن قتيبة، والعقد الفريد لابن عبد ربه الأندلسي، والأغاني لأبي الفرج الأصفهاني، فهذه الكتب كالنجوم في سماء اللغة العربية.[9]

## طريقة التأليف
نقل السيد إعجاز حسين في كتابه كشف الحجب عن سعيد الجونبوري: إن السيد المرتضى وهو في طريق الحجاز كان كلما حط (جلس) في مكان أملى على طلابه، وكان طلابه يكتبون ما يسمعون، فكان كتاب الغرر والدرر. ونقل من طرف آخر إنّ الشريف المرتضى أملى هذا الكتاب على طلابه من خلال المجالس التي كانت تعقد في بيته في أزمنة مختلفة، ولا علم بتأريخ شروعه بهذه المجالس وما نعلمه أنّ آخر مجلس كان في يوم الخميس من سنة 413هـ. وذكر هذا التاريخ الشريف أبو يعلى محمد بن الحسن بن حمزة الجعفري في آخر نسخته.
وجاء في كتاب أدب المرتضى من سيرته وآثاره لعبد الرزاق محي الدين:هناك شيء غير معلوم في أمالي المرتضى وهو هل إنّ السيد المرتضى هو الذي كتب هذا الكتاب بيده أم إنّه أملاه على طلابه وأحد الطلاب هو الذي فام بتدوين هذا الكتاب؟ وإذا كان أحد الطلاب هو الذي كتب فمن هو ياترى؟
ولكن من خلال أسلوب الكتاب نفهم أن الكتاب من تأليف وجمع السيد المرتضى نفسه وطلابه اختصوا برواية هذا الكتاب. ولو كان الكتاب من جمع طلاب السيد المرتضى لوصلتنا نسخ مختلفة لأن الكتاب وصلنا بطرق مختلفة، ولكن أسلوب الكتاب واحد مع اختلاف طرق النقل. ولكن الملاحظة المهمة في المقام هو المدح والثناء والدعاء بطول العمر للسيد المرتضى المتكرر في ثنايا الكتاب وهذا من إضافات طلابه على المتن في بداية كل قسم للتفريق بين قول أستاذهم وروايات الأخرين التي يقولها.

## دراسة الكتاب
يمكن تقسم الروايات والأحاديث الواردة في كتاب أمالي المرتضى إلى قسمين:
- الروايات التي ذكرت كي تكون شاهدا على مطلب معين، أو تكون مؤيدة لما كان يطرحه السيد المرتضى في تفسير آية، أو في ردّ رأي لشخص معين، وتعداد مثل هذه الروايات في كتاب الأمالي هو 50 رواية.
- القسم الثاني: وهي الروايات التي خصص لها السيد المرتضى 28 جلسة تناول فيها تأويل لرواية معينة أو دراسة تعارضها مع القرآن أو مع رواية أخرى، أو قد يبيّن أنّ هذه الرواية لاتنافي الأدلة العقلية أو الكلامية. كما قد يتطرق إلى غريب الحديث ومشكله.

ومن خلال دراسة الروايات المذكورة في كتاب أمالي المرتضى نستطيع أن نسجّل الملاحظات التالية:
- إنّ الروايات الواردة في هذا الكتاب غير تامة السند ومن النادر أن نجد حديثا تام من جهة السند، إذن فأكثر الروايات ضعيفة.
- يعدّ هذا الكتاب مصدرا مهما في دراسة فقه الحديث، إذ أنّه يبين معاني كثير من اللغات الغريبة في الحديث.
- إنّ طريقة السيد المرتضى في الكتابة ذات جانب أدبي وبشكل واضح في هذا الكتاب.
- نقل الكثير من آراء علماء السنة الكبار من أمثال ابن قتيبة والقاسم بن سلام وابن الأنباري.
- يعتمد على الشعر الجاهلي في تفسير الكثير من المفردات الغريبة للحديث.[12]

## نسخ الكتاب
يقول محمد أبو الفضل إبراهيم إنّه رأى ست نسخ مخطوطة لهذا الكتاب، وهذه النسخ هي كالتالي:
- النسخة الموجودة في مكتبة الأسكوريال، كتبت هذه النسخة سنة 567هـ. وبين كتابة هذه النسخة والمؤلف خمسة وسائط من جهة الإجازة. وتحتوي هذه النسخة على الكثير من الحواشي التوضيحية من قبل الكاتب.
- النسخة الموجودة في مكتبة الإستانة في إسطنبول، وكتبت هذه النسخة سنة 586هـ. وكاتبها محمد بن أبي طاهر بن أبي الحسين الوراق. توجد في هذه النسخة إضافات غير موجودة في النسخة القديمة.
- توجد هذه النسخة في المكتبة المصرية، ويعود تاريخها إلى 619 هـ.تحتوي هذه النسخة على 34 مجلسا فقط من بين 80 مجلس. ولايوجد اسم لكاتب هذه النسخة.
- النسخة التي بخط هاشم بن الحسين الحسني وكتبت في 1067 هـ. وكتب في آخرها(تمت مطابقتها مع النسخة الأصلية).
- النسخة التي طبعت في طهران سنة 1273 هـ. وتوجد في نهاية هذه النسخة تكملة، وغير معلوم من أين أتي بها، يمكن أن تكون قوبلت مع نسخة أبو يعلى الجعفري.
- النسخة المطبوعة في مصر سنة 1325 هـ.توجد على هذه النسخة شروح وتعليقات للسيد بدر الدين الحلبي، وأحمد أمين الشنقيطي. كتب عليها أمالي المرتضى فقط وغير معلوم مع أي نسخة طوبقت هذه النسخة.[13]